# Flaxweiler
Flaxweiler (luxemburgisch Fluessweilerⓘ) ist eine Gemeinde im Großherzogtum Luxemburg und gehört zum Kanton Grevenmacher. Sie liegt im Osten des Großherzogtums Luxemburg, östlich der Hauptstadt Luxemburg. Der Ortsname verweist auf die Nutzpflanze Flachs, die einst dort angebaut wurde.
Die Gemeinde setzt sich aus fünf Dörfern zusammen: Flaxweiler, Gostingen, Oberdonven, Niederdonven und Beyren.
Die Ortschaft Buchholz gehört auch zu Flaxweiler.

## Bürgermeister
Die Bürgermeister der Gemeinde Flaxweiler seit 1802 und ihre jeweiligen Heimatorte:
- 1802–1806: Timothy Reuland, Flaxweiler
- 1806–1810: Michel Metzdorf, Flaxweiler
- 1810–1812: Pierre Stemper, Flaxweiler
- 1813–1816: Jean Nielles, Beyren
- 1816–1819: François Strasser, Flaxweiler
- 1819–1825: Jean Huberty, Flaxweiler
- 1825–1830: Jean Peters, Oberdonven
- 1830–1839: Michel Pettinger, Gostingen
- 1840–1848: Jean Peters, Oberdonven
- 1848–1854: Michel Pettinger, Gostingen
- 1854–1867: Jean-Pierre Huberty, Flaxweiler
- 1867–1876: Michel Engel, Gostingen
- 1876–1887: Antoine Boss, Buchholz
- 1889–1895: Adolphe Musquar, Buchholz
- 1896–1928: Jean Molitor, Oberdonven
- 1929–1941: Michel Schritz, Gostingen
- 1941–1944: Deutsche Besetzung
- 1945–1945: Jean Sturm, Beyren
- 1946–1965: Edouard Steffes, Flaxweiler
- 1966–1970: Eugène Kauffmann, Gostingen
- 1970–2005: Roger Lenert, Niederdonven
- 2006–2017: Théo Weirich, Gostingen
- 2017–2023: Roger Barthelmy, Oberdonven
- 2023–        : Paul Ruppert, Oberdonven

## Wappen
Das Wappen der Gemeinde stammt vom 18. Oktober 1985. Der Löwe ist abgeleitet von dem Wappen der Familie von Soleuvre (schwarzer Löwe auf silbernem Feld). Der Schlüssel ist abgeleitet von dem Wappen der Propste von Grevenmacher (Wappen Luxemburgs mit zusätzlichem Schlüssel). Die Hauptfarben, gold und rot, sind abgeleitet vom Wappen der Familie Meysembourg. Die fünf Blumen symbolisieren die fünf Dörfer der Gemeinde. Quelle: Jean-Claude Loutsch et al.: Armorial communal du Grand-Duché de Luxembourg. (Fisch, Luxembourg, 1989)

## Söhne und Töchter
- Johann Peters (1831–1897), katholischer Theologe
- James Nesser (1858–1936), in Gostingen geborener Jesuit und Missionar